# 平和条約国籍離脱者
平和条約国籍離脱者（へいわじょうやくこくせきりだつしゃ）とは、第二次世界大戦の終戦前から引き続き日本に在留するが、サンフランシスコ講和条約（日本国との平和条約）の発効に際して日本国籍を離脱した者として扱われた者であり、日本国との平和条約に基づき日本の国籍を離脱した者等の出入国管理に関する特例法（入管特例法）において定義された。

## 概要
外国人の出入国管理上の特別永住者となる者の範囲に関する基本的な概念となる。これらの者はサンフランシスコ平和条約発効以前は日本国籍であったが、本人の意思で離脱したものではなく、また、同条約や日本の法律においても、これらの者の国籍を喪失させる直接の規定はなく、法務府民事局長から「平和条約の発効に伴う朝鮮人台湾人等に関する国籍及び戸籍事務の処理について」と題する通達（昭和27年4月19日付）をもってなし崩し的に国籍を喪失したという措置がとられた。なお、通達は国際的な承認を得たサンフランシスコ講和条約第2条（領土の放棄または信託統治への移管）に伴うものであると、1961年に最高裁判所で解釈されている。
旧領土籍の本国居住者について、これを独立後どう扱うか定めた国際的な条約はないが、一般的には、重国籍とされ、ドイツではオーストリアの分離に伴い国籍を選択させるという措置がとられた。日本のように単純に国籍を喪失させた措置は世界的には異例である。平和条約国籍離脱者が日本国籍を望む場合は国籍法に基づき帰化をする必要があるが、その場合は一般の外国人と同様に法律で定められた一定の条件を満たした上で帰化裁量権を持つ日本政府によって帰化されなければならなかった（内地人として生まれた後で朝鮮人又は台湾人との婚姻、養子縁組等の身分行為により内地の戸籍から除籍された平和条約国籍離脱者は、国籍法第5条第2号の「日本国民であった者」及び第6条第4号の「日本の国籍を失った者」に該当するとされ、帰化条件が有利になった）。
平和条約国籍離脱者とその子孫は、同特例法に規定する要件を満たした場合には、日本の特別永住者として扱われる。
なお、2024年末時点での特別永住者の実数は、274,023人であり、国籍別では「韓国・朝鮮」が270,560人と98.8%を占める。『日本統計年鑑』（総務省）などによると、1952年のサンフランシスコ平和条約の発効当時は朝鮮籍者および韓国籍者が約56万人、台湾籍者約2万人が日本にいたと記録されており、当時の平和条約国籍離脱者の国籍割合がそのまま影響していると言える。

## 定義
日本国との平和条約（平和条約）の規定に基づき日本の国籍を離脱した者であっても、そもそも日本に在留していなかった者などについては、出入国管理上は特別の措置をとる必要はないことから、以下に該当する者が平和条約国籍離脱者となる（但し、特別永住者の資格については更に要件が必要）。
- 降伏文書の調印日[5]以前から引き続き日本に在留する者
- 降伏文書の調印日翌日から平和条約の発効日[6]までの間に日本で出生しその後引き続き日本に在留する者の場合は、その実親の一方が降伏文書の調印日以前から当該出生の時（当該出生前に死亡した時は当該死亡の時）まで引き続き日本に在留しかつ以下のいずれかに該当するもの
  - 平和条約の規定に基づき国籍を離脱したもの
  - 平和条約の発効日までに死亡し、または当該出生の後平和条約の発効日までに日本国籍を喪失したものであって、当該死亡又は喪失がなかったら、平和条約の規定に基づき国籍を離脱したことになるもの

## 日本国籍離脱者の範囲

### 一般論
平和条約では日本の領土の縮減に伴う国籍の扱いを明記していないが、条約の第2条(a)及び(b)の文言は朝鮮及び台湾に対する対人主権についても韓国併合前の状態又は下関条約締結前の状態に復させる趣旨との解釈から、朝鮮人や台湾人は条約の発効に伴い日本国籍を離脱するとされた。
ところが、内地人として出生しながら平和条約の発効により日本国籍を離脱する者もいれば、逆に朝鮮人又は台湾人として出生しながら日本国籍を離脱しなかった者もいる。これは、日本国籍を離脱する者の範囲につき、条約発効時において朝鮮又は台湾の戸籍制度の適用を受けるべき者か否かという基準により確定したことによる。
日本の領土であった当時の朝鮮や台湾は、外地として内地とは異なる法体系を有する法令が施行されており、戸籍制度も異にしていた。そのため、これらの地域籍を異にする者との間で婚姻、養子縁組、認知などの身分行為が行われた場合、身分行為によりある地域に属する家に入る者は、別の地域の家を去るという措置が採られた。

### 国籍法施行後の認知は日本国籍を離脱させない
ただし、以上の原則に対し、国籍法の施行日から平和条約の発効時前に朝鮮人父又は台湾人父に内地人が認知された場合は、認知による地域籍の変動はなく、平和条約の発効に伴い日本国籍は離脱しないという解釈がされている。
旧国籍法は、日本人が外国人に認知されたことにより外国籍を取得した場合は日本国籍を失う旨規定していたが、現行の国籍法は、自己の意思に基づかない身分行為によって日本国籍を失うという法制を採用していない。その理由は、共通法3条1項に規定する地域籍の得喪が旧国籍法の規定に準じて定められていたことからすれば、現行国籍法施行日以降にされた認知は、共通法3条1項に規定する地域籍の変動の対象にはならないという解釈に基づく。

### 内地戸籍から除籍されることが禁じられていたものの例外
ただし、昭和17年法律第16号により改正された共通法が施行されていた当時に17歳未満の内地人男が朝鮮人父から生後認知をされたことは、日本国との平和条約の発効によって日本国籍を失う原因とならない。当該内地人男は、他の行為により日本国籍を失わない限り、平和条約の発効以後も引き続き日本国籍を保有する。

### 地域籍が台湾であった者の場合
行政上は、台湾人が日本国籍を離脱した日を上記平和条約の発効時としているのに対し、判例上は、日華平和条約の発効時としている。このため、両条約の発効時の間に台湾人と内地人との間で身分行為があった場合は、台湾人として日本国籍を離脱するか日本人として国籍を保持したままか解釈が分かれることになる。ただし、行政上の取り扱いは変更されていない。

### 千島列島、南樺太に本籍があった者の場合
平和条約の第2条(c)は、日本が千島列島や南樺太に対する権利を放棄する旨の規定であるが、平和条約の発効により千島列島や南樺太に本籍があった者が日本国籍を失うという解釈は採用されていない。ただし、平和条約の発効により日本人でありながら本籍を喪失することになるため、戸籍法110条に基づく就籍の対象となった。